# Kikkik
Kikkik egy inuit nő volt, akit 1958-ban saját gyermekének elhanyagolásával, halálának okozásával és gyilkossággal vádoltak. Később felmentették a vádak alól. Történetét Farley Mowat örökítette meg.

## Áttelepítés
Kikkik a karibu inuitoknak az ihalmiutoknak (ahiarmiutok) törzsének volt a tagja, akik eredetileg az Ennadai-tó környékén éltek. 1949-ben a kanadai kormány által lettek onnan áttelepítve a Nueltin-tóhoz. Viszont a vadászat igen nehéz volt ezen a vidéken, így az emberek időről időre visszajártak az Ennadaihoz. 1959-ben a kormány újfent áthelyeztette az 59 főt számláló ihalmiutokat a Padleitől, a legközelebbi kereskedelmi csomóponttól 45 mérföldre található Henik tóhoz. A Henik csapat viszont csakhamar két részre szakadt.

## Aggasztó körülmények
Az ihalmiutok fő táplálékforrása, a karibu egyszerűen eltűnt az 1957-es esztendőre. Így a Henik csapat kénytelen volt éhezni a tél alatt. Kikkik, a férje, Hallow (Hallauk), és gyermekeik (fiuk: Karlak; lányaik: Ailoyoak, Annecatha, Nesha, és a kis Nokahhak [Elisapee])közös igluja közel volt Kikkik féltestvéréhez Ootek (Ootuk) és családjához. Ootek már nem tudta ellátni családját. Így azt mondta feleségének, hogy ellátogat Padleibe, de helyette Hallow-hoz ment. Hallow halászni indult, de röviddel később követte Ootek. Mikor Ootek mögé lopódzott, fejbe lőtte. 
Ootek később visszatért Kikkikék iglujába, de mivel gyanúsnak tűnt neki a férfi, így követni kezdte. Ootek Kikkikre is rálőtt, de sikerült a fegyvert kiütnie a kezéből. Aztán dulakodni kezdtek, Kikkiknek sikerült a földre kényszerítenie az éhezéstől legyengült féltestvérét, akit rögtön faggatni kezdte a férjéről. Kikkik kérte fiát, Karlakot, hogy adjon kést neki, de az nem bizonyult elég élesnek ahhoz, hogy végezzen Ootekkel. Az egyik gyerek végül szerzett egy kést, mellyel Kikkik megölte Ooteket. 
Kikkik megtalálta férje holttestét, és ihalmiut szokáshoz híven eltemette azzal a puskával együtt, mellyel kioltották életét. Megpakolt egy kutyaszánt, magára kötötte csecsemőjét, és nekivágott a gyermekeivel a 40 mérföldes útnak Padleibe. Miután néhány nappal később találkozott Hallow testvérével, Yahah-val, követte őt a táborukba. Addig ott várt, míg sógora elment Padleibe. 5 nappal múltán, miután minden élelmük elfogyott és Yahah-ról sem érkezett semmi hír, folytatták a vándorlásukat. Néhány nappal később viszont már képtelen volt tovább folytatni az utat, így mindkét 10 év alatti kisgyermekét, Annecatha-t és Nesha-t is ott hagyta egy általa készített igluban rénszarvasbőrbe csavarva.

## Megmenekülés és felmentés
Kikkik, Karlak, Ailoyoak és a pici Nokahhak viszont megmenekült a Királyi Kanadai Lovasrendőrség segítségével, akik időközben a két kislányt is megtalálták. Egyikük viszont már halott volt. Kikkiket több mindennel is vádolták: Ootek megölésével, Annecatha gondatlan veszélyeztetésével és Nesha halálának okozásával. A tárgyalás során, amit Rankin Inletben tartottak John Sissons bíró elnökletével, Kikkiket minden vád alól felmentették. Sissons figyelemre intette az esküdtszéket mondván: "hogy helyesen tudjanak ítélni, meg kell érteni magát Kikkiket, az ő világát, az ő népét, társadalmát és kultúráját."

## Utóélet
Kikkik története Farley Mowat 1959-es, a Reményvesztett emberek című könyvében lett megörökítve. Sem Kikkik, sem a közösség idősei nem beszéltek az asszony életének ezen időszakáról. A gyerekek nem tudtak a történtekről semmit, mígnem Annecatha elolvasta Mowat könyvét. Kikkik története még 2 dokumentumfilmben lesz megörökítve, melyben a főszerepet lánya, Elisapee játssza.(Nurrahaq [Nokahhak]) Karetak által). 2000-ben angolul, 2002-ben pedig inuktitutul jelenik meg.

## Fordítás
- Ez a szócikk részben vagy egészben  a   Kikkik című angol Wikipédia-szócikk fordításán alapul.  Az eredeti cikk szerkesztőit annak laptörténete sorolja fel. Ez a jelzés csupán a megfogalmazás eredetét és a szerzői jogokat jelzi, nem szolgál a cikkben szereplő információk forrásmegjelöléseként.

## Külső hivatkozások
- Ootek lelövi Hallow-t
- Kikkik leszúrja Ooteket
- A lányok hátrahagyása az igluban